# نويل فيشر
نويل فيشر (بالإنجليزية: Noel Fisher)‏ (و. 1984 – م) هو ممثل، وممثل أفلام، من كندا، ولد في فانكوفر.

## وصلات خارجية
- نويل فيشر على موقع IMDb (الإنجليزية)
- نويل فيشر على موقع ألو سيني (الفرنسية)
- نويل فيشر على موقع أول موفي (الإنجليزية)
- نويل فيشر على موقع قاعدة بيانات الأفلام السويدية (السويدية)
- نويل فيشر على موقع قاعدة بيانات الفيلم (الإنجليزية)
- نويل فيشر على موقع كينوبويسك (الروسية)